# Collar de diamantes de Napoleón

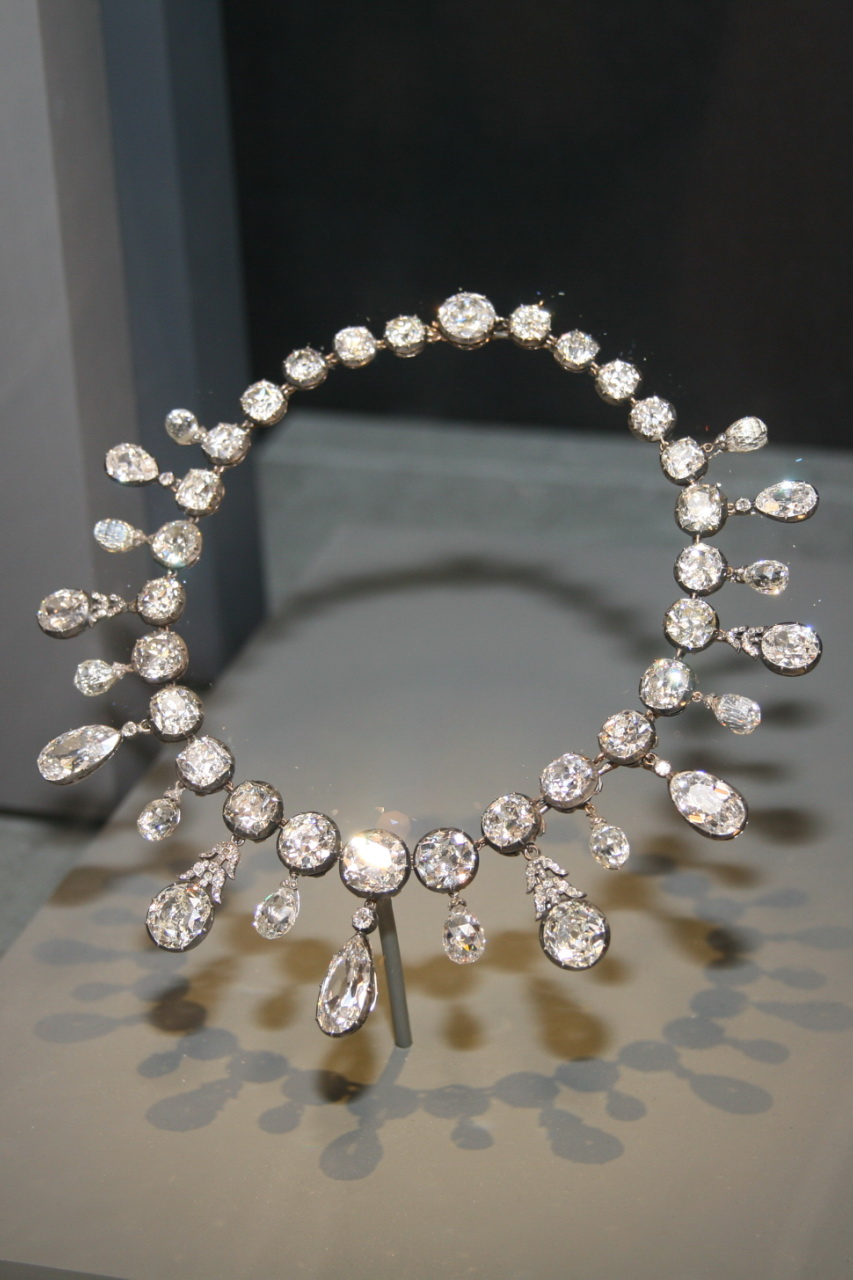
El collar de diamantes Napoleón expuesto en el Museo Nacional Smithsonian de Historia Natural de Washington D. C.

El collar de diamantes de Napoleón es una pieza de joyería encargada por Napoleón I de Francia hacia 1811-1812 al joyero parisino Marie-Étienne Nitot. Actualmente se encuentra en el Museo Nacional Smithsonian de Historia Natural de Washington D. C.

## Descripción
El collar de diamantes de Napoleón es algo atípico con respecto a otras obras contemporáneas de Marie-Étienne Nitot. Otras piezas que le encargó el emperador Napoleón, como las dos parures que celebran la boda del emperador con la archiduquesa María Luisa de Austria, la diadema de María Luisa, las joyas de boda de la emperatriz Josefina, etc., muestran una predilección por las florituras muy decorativas en el armazón. Estos adornos van desde volutas de plata y motivos florales, hasta complejas curvas entrelazadas. En cambio, el collar de diamantes de Napoleón es relativamente sencillo y elegante. Consta de un único hilo de plata, con engastes de oro que contienen 28 diamantes talla mina. Del hilo central sale una franja que alterna diamantes talla pendeloque y talla briolete. Los cinco pendeletes en forma de pera están montados cada uno debajo de un pequeño diamante talla brillante. Los cuatro pendeletes ovalados están montados sobre diseños que incorporan 23 diamantes talla brillante cada uno. Cada briolete está engastado con 12 diamantes talla rosa, lo que hace un total de 234 diamantes.
Aunque las gemas del collar de diamantes de Napoleón nunca han sido clasificadas profesionalmente ni pesadas por un lapidario (ya que nunca se han sacado de sus monturas), el análisis espectroscópico por infrarrojos de los diamantes ha demostrado que son principalmente incoloros de tipo Ia. Un número menor -13 de los 52 diamantes más grandes- son de la rara variedad de tipo IIa. Algunos diamantes de tipo Ia presentan imperfecciones de sulfuro en los cristales. El peso total de los diamantes se estima en 263 quilates (52,6 g), y el peso del diamante más grande se estima en unos 10,4 quilates (2,08 g).

## Procedencia

### Habsburgo

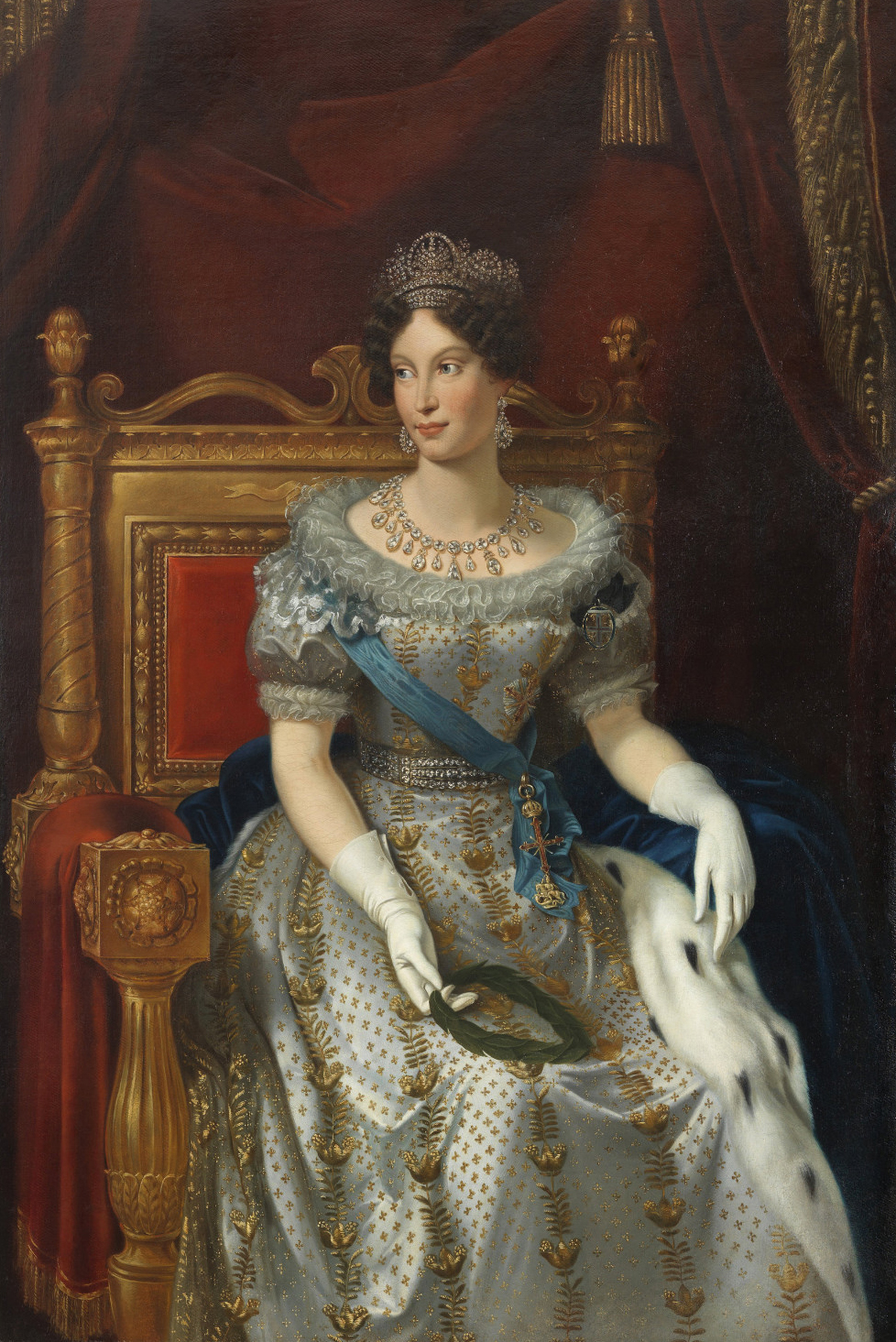
Retrato de María Luisa, duquesa de Parma, con el collar de diamantes de Napoleón

En 1810, Napoleón se divorció de la emperatriz Josefina, incapaz de darle un heredero, y dos meses más tarde se volvió a casar con la archiduquesa María Luisa de Austria. Al cabo de un año, María Luisa tuvo un hijo, Napoleón II. Para celebrarlo, en junio de 1811 Napoleón I encargó a Marie-Étienne Nitot, su joyera oficial, dos parures (uno de los cuales incluía la diadema de María Luisa) y el Collar de Diamantes de Napoleón. Ordenó que se reuniera a «todos los joyeros más importantes del mundo» para que aportaran el número necesario de diamantes. El collar fue diseñado por el propio Nitot y producido por su empresa en París, la Casa Chaumet. En el pasado, Nitot había creado otras piezas para el Emperador, como la tiara papal de Napoleón, su corona de coronación, su espada ceremonial y las joyas de boda de su primera esposa, Josefina de Beauharnais.
El derroche de diamantes en la pieza -una piedra preciosa increíblemente rara, dado que aún no se habían explotado fuentes modernas como Sudáfrica y Siberia- fue una muestra deliberada de extravagancia por parte de Napoleón. Para subrayarlo, encargó a otro joyero, Ernst Paltscho, de Viena, que tasara el valor del collar. Ese mismo año, Paltscho presentó su tasación, 376.274 francos franceses, a la corte imperial. Esta suma equivalía a todo el presupuesto anual de la casa de la emperatriz.
Existen varios retratos contemporáneos de María Luisa luciendo el collar de diamantes de Napoleón, entre ellos varios de los artistas François Gérard y Giovan Battista Borghesi. Varios años más tarde, en 1815, Napoleón fue exiliado a Santa Elena. Como el collar formaba parte de sus pertenencias personales, y no era propiedad del Estado como las joyas de la Corona, María Luisa se lo llevó consigo cuando abandonó el país. Se instaló en Parma y siguió llevándolo en público durante el resto de su vida.
Al fallecer su hijo antes que ella, en 1847 María Luisa se vio obligada a repartir su patrimonio entre los parientes que le quedaban de la familia Habsburgo. El collar de diamantes de Napoleón pasó a la archiduquesa Sofía de Austria, esposa del archiduque Francisco Carlos de Austria, hermano de María Luisa. A petición de la princesa Sofía, se retiraron dos diamantes del collar para acortarlo. Estos diamantes se colocaron en un par de pendientes, cuyo paradero se desconoce en la actualidad.
A la muerte de Sofía en 1872, el collar fue heredado conjuntamente por sus tres hijos supervivientes, los archiduques Carlos Luis, Luis Víctor y Francisco José de Austria. Más tarde, Carlos Luis adquirió las participaciones de sus hermanos en el collar y, a su muerte en 1896, lo traspasó a su tercera esposa, María Teresa de Portugal. Como joya exquisita y de moda con una historia interesante, María Teresa aprovechó todas las oportunidades para lucir el collar en actos de Estado, incluida la coronación del zar Alejandro III en 1883, donde fue tan popular entre los invitados que el zar pidió que se mostrara bajo vigilancia a los invitados durante varias horas al día durante la semana siguiente.

### Apropiación indebida y venta

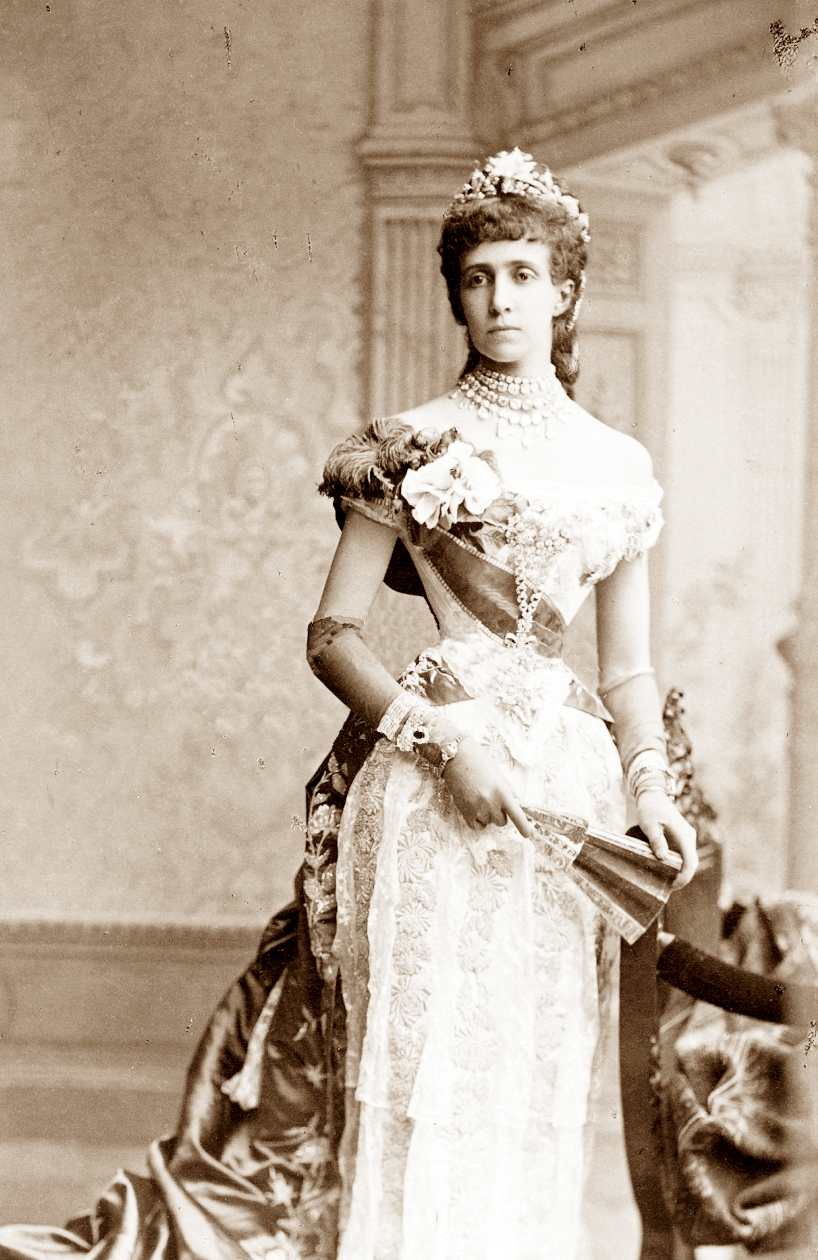
María Teresa de Portugal con el collar de diamantes de Napoleón (abajo), c.1900

Al comienzo de la Gran Depresión, en 1929, María Teresa intentó vender el collar de diamantes Napoleón junto con otras joyas heredadas para reforzar las finanzas de la familia. Intentó venderlo varias veces a través de agentes, primero a Fuad I de Egipto y de nuevo a un coleccionista privado de los Países Bajos. Tras no tener mucho éxito, contrató a dos personas que se presentaban como el coronel Townsend, del servicio secreto británico, y la princesa Gervez Baronti, hija del príncipe Baronti de Italia, para vender el collar a comisión en Estados Unidos. Los dos habían conseguido que el sobrino indigente de María Teresa, el archiduque Leopoldo de Habsburgo, respondiera de su personalidad y le prometieron que el collar alcanzaría un precio de al menos 450.000 dólares.
Hay pocas pruebas de que la pareja intentara alcanzar ese precio; tras fracasar las negociaciones con el joyero Harry Winston, un abogado llamado Harry Berenson y la dama de la alta sociedad Marjorie Merriweather Post, finalmente vendieron el collar a David Michel, un comerciante de piedras preciosas de Nueva York, por 60.000 dólares. De ese precio, la pareja reclamó 52.730 dólares en concepto de gastos, remitiendo sólo 7.270 dólares de los 450.000 prometidos a María Teresa.
Al ser informada de la venta, María Teresa otorgó un poder notarial a su amiga Anna Eisenmenger, esposa de Victor Eisenmenger, y solicitó su ayuda para recuperar su propiedad. Eisenmenger se puso en contacto con Michel, que finalmente accedió a devolver el collar por 50.000 dólares, asumiendo una pérdida personal de 10.000 dólares por la venta. También buscó compensación legal en nombre de María Teresa. Poco después, Thomas C. T. Crain, fiscal del condado de Nueva York, anunció que los Townsend estaban acusados de hurto mayor. El escándalo llegó al New York Times el 1 de marzo de 1930, junto con los primeros informes de que los Townsend habían quitado varias piedras del collar para venderlas por separado. Estas informaciones resultaron ser falsas, pero la pareja huyó del país y nunca fue detenida. La «princesa Baronti» escribió en su autobiografía autopublicada en 1935 que ambos pasaron por Chicago y luego por Inglaterra antes de separarse, y que Townsend planeaba trasladarse a Japón y la propia Baronti viajar a la India hasta que pasara el escándalo.
El archiduque Leopoldo fue acusado de complicidad en el robo y de otro delito de hurto mayor por haber aceptado 20.000 dólares de los Townsend como pago por sus referencias. Leopoldo se entregó voluntariamente y pasó doce días en The Tombs, un complejo penitenciario de Manhattan, antes de que un vecino pagara su fianza. Finalmente fue absuelto del primer cargo y se anuló su condena por el segundo.
Tras resolver el incidente, María Teresa conservó el collar hasta su muerte en 1944. Cuatro años más tarde, la familia Habsburgo lo vendió al industrial francés Paul-Louis Weiller. En 1960, Weiller vendió el Collar de Diamantes de Napoleón a Harry Winston, quien creyó que el significado histórico de la pieza la haría más valiosa que si se retiraban las piedras y se revendían individualmente, como era práctica común en la época, por lo que lo conservó intacto, revendiéndolo ese mismo año a Marjorie Merriweather Post. Post donó el collar al Instituto Smithsoniano en 1962, y desde entonces permanece expuesto en el Museo Nacional de Historia Natural de Washington D. C., Estados Unidos. La donación incluía también el estuche de cuero original del collar, encargado por Napoleón con los colores oficiales de la emperatriz (verde y dorado) e inscrito con sus iniciales.